# DeForest Buckner
Pour les articles homonymes, voir Buckner.
(en) Statistiques sur pro-football-reference
DeForest George Buckner, né le 17 mars 1994 à Waianae à Hawaï, est un sportif professionnel américain de football américain jouant actuellement au poste de defensive tackle dans la National Football League (NLL) depuis la saison 2016, et actuellement pour les Colts d'Indianapolis.
Au niveau universitaire, il a joué pour les Ducks de l'université de l'Oregon de 2012 à 2015 avant d'être sélectionné au premier tour de la draft 2016 de la NFL par la franchise des 49ers de San Francisco.
Après une première saison jouée au poste de defensive end à contrôler les espaces, le nouvel entraîneur principal des 49ers Kyle Shanahan le déplace au poste de defensive tackle. Précieux sur le jeu de course, il est aussi l'un des meilleurs joueurs à son poste pour mettre la pression au quarterback adverse. Après quatre saisons avec les 49ers où il a été sélectionné pour le Pro Bowl 2019, il rejoint les Colts d'Indianapolis en 2020.

## Biographie

### Jeunesse
Buckner nait dans l'État d'Hawaii d'une mère samoane et d'un père afro-américain. Il intègre le lycée Punahou School d'Honolulu où il pratique le football américain. En fin de cycle au lycée, il est considéré comme une recrue potentielle quatre étoiles. Il a comme coéquipier Ka'imi Fairbairn, futur kicker des Texans de Houston. En janvier 2012, il intègre l'université de l'Oregon. Buckner a également joué au basket-ball lorsqu'il était au lycée.

### Carrière universitaire
Buckner évoluejoue pour les Ducks de l'Oregon dans la NCAA Division I FBS au sein de la Conférence Pacific-12. Il joue les treize matchs de la saison 2012 lors de son année true freshman, dont deux comme titulaire, et termine avec un bilan de 29 plaquages et un sack. En 2013, lors de son année sophomore, Buckner est titularisé dans 8 des 13 matchs de la saison, enregistrant 39 plaquages et 2 ½ sacks. Comme junior en 2014, il enregistre 81 plaquages et 4 sacks. Il améliore encore ses performances lors de sa dernière année comme senior avec 83 plaquages et 10½ sacks. Il décide ensuite de se présenter à la draft 2016 de la NFL et y est considéré comme un des meilleurs candidat au poste de defensive end.

### Carrière professionnelles

#### 49ers de San Francisco
Les 49ers de San Francisco sélectionnent Buckner en 7e choix global lors du premier tour de la draft 2016 de la NFL,. C'est la deuxième année consécutive qu'un defensive end d'Oregon est sélectionné au premier tour par les 49ers après Arik Armstead, sélectionné en 17e choix global l'année dernière.
Il s'était donné comme objectif de terminer sa première saison professionnelle avec 70 plaquages et six sacks. Ayant joué 15 matchs, tous comme titulaire, durant la saison 2016, il totalise finalement 73 plaquages et six sacks. En fin de sa saison débutant, il est le lineman défensif ayant joué le plus de snaps (1 108) de la ligue, deuxième au nombre de plaquages et est classé quatrième parmi les débutants au nombre de sacks.
Lors du premier match de la saison 2017 contre les Panthers de la Caroline, malgré la défaite 3 à 23, Buckner et la défense des 49ers ont limité le quarterback Cam Newton avec seulement 171 yards gagnés à la passe et 3 yards gagnés à la course.
En 2018, Buckner comptabilise 12 sacks, soit le plus grand nombre de sacks effectués par un joueur des 49ers depuis Aldon Smith (19,5 sacks) en 2012. Il est sélectionné pour la première fois de sa carrière au Pro Bowl.
Le 24 avril 2019, les 49ers activent la cinquième année optionnelle du contrat de Buckner, le gardant sous contrat jusqu'à la saison 2020.

#### Colts d'Indianapolis
Le 16 mars 2020, il est échangé aux Colts d'Indianapolis contre une sélection de premier tour, soit le 13e choix des Colts de la draft 2020. Il y signe ensuite un contrat de cinq ans lui garantissant un salaire annuel de 21 millions de dollars.
Lors de la deuxième semaine contre les Vikings (victoire 28–11), Buckner réussit son premier sack pour les Colts sur Kirk Cousins dans la end zone pour un safety. En 11e semaine contre les Packers, Buckner recouvre un fumble forcé par son équipier Julian Blackmon (en) sur le wide receiver Marquez Valdes-Scantling en début de prolongation ce qui permet aux Colts de remportare le match 34 à 31.
Buckner est testé positif au Covid-19 le 25 novembre 2020, mais est réactivé le 4 décembre.
Contre les Texans en 15e saison, il réussit trois sacks sur Deshaun Watson, dont un strip sack recouvert par les Colt lors de la victoire 27 à 20 rce qui lui vaut d'être désigné meilleur joueur défensif AFC de la semaine,. Buckner est désigné meilleur joueur défensif de l'AFC du mois de décembre pour sa performance. Il termine sa première saison avec les Colts avec un bilan de 58 plaquages, 9½ sacks, trois passes déviées, deux fumbles forcés et un fumble recouvert en 15 matchs joués dont 14 en tant que titulaire. Le 8 janvier 2021, Buckner est sélectionné dans la première équipe All-Pro de la saison 2020. Il est classé 27e par ses pairs du Top 100 des meilleurs joueurs NFL de la saison.
Contre les Seahawks lors du premier match de la saisoon 2021, Buckner réussit six plaquages et un sack sur Russell Wilson malgré la déafite 16 à 28. Il réussit cinq plaquages et un sack lors de la victoire 31 à 3 en 6e semaine contre les Texans ainsi que six plaquages et un sack la semaine suivante contre les 49ers (victoire 30 à 18). Il va poursuivre la semaine suivante contre les Titans (défaite 31 à 34) en réussissant deux plaquages et un sack. En 12e semaine lors de la défaite 31 à 38 contre les Buccaneers, il effectue trois plaquages et un sack tandis qu'en 15e semaine, il réussit quatre plaquages et un sack contre les Patriots malgré la défaite 17 à 27. Il est sélectionné en fin de saison pour son deuxième Pro Bowl après avoir totalisé 68 plaquages, sept sacks et trois passes déviées en 17 matchs joués dont 16 en tant que titulaire. Il est classé 66e par ses pairs au Top 100 des meilleurs joueurs 2021 de la NFL.

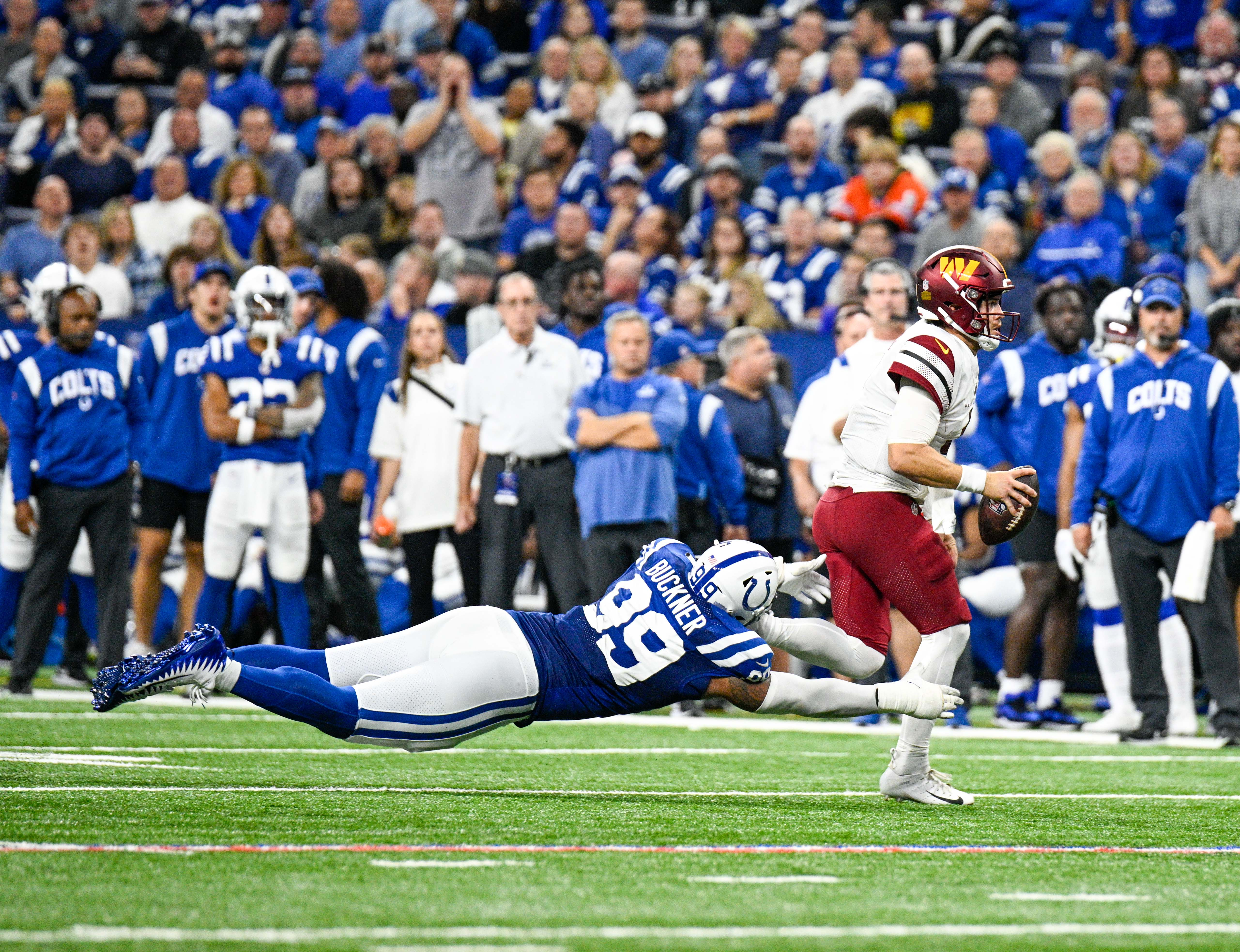
Buckner contre les Commanders de Washington en 2022.

Buckner dispute les 17 matchs de la saison avec les Colts dont 16 en gtant que titulaire, et totalise 74 plaquages, 8 sacks et force 2 fumbles. Il révèle ensuite qu'il a joué toute la saison avec une déchirure du ligament collatéral ulnaire de l'articulation du coude gauche. Il est classé 71e par ses pairs du Top 100 des meilleurs joueurs NFL de la saison.
En première semaine de la saison 2023 contre les Jaguars, Buckner réussit à inscrire un touchdown à la suite d'un fumble qu'il recouvre et retourne sur 26 yards. Il participe aux 17 matchs de la saison et totalise 81 plaquages (5e de son équipe) et huit sacks (3e de son équipe),. Il est sélectionné pour son 3e Pro Bowl en fin de saison.
Le 15 avril 2024, Buckner signe une prolongation de contrat de deux ans pour un montant de 46 millions de dollars avec les Colts.

## Statistiques

### Université
| Année        | Équipe            | Statut       | MJ |       | Plaquages | Plaquages | Plaquages | Plaquages |       | Interceptions | Interceptions | Interceptions | Interceptions |  | Fumbles | Fumbles |
| Année        | Équipe            | Statut       | MJ | Total | Seul      | Ast.      | Sacks     | Nb.       | Yards | Déf.          | TD            | Nb.           | Rec.          |  |         |         |
| 2012~        | Ducks de l'Oregon | Fr.          | 13 | 29    | 15        | 14        | 01,0      | 0         | 0     | 0             | 0             | 0             | 0             |  |         |         |
| 2013~        | Ducks de l'Oregon | So.          | 12 | 39    | 13        | 26        | 02,5      | 0         | 0     | 1             | 0             | 1             | 1             |  |         |         |
| 2014~        | Ducks de l'Oregon | Jr.          | 15 | 81    | 36        | 45        | 04,0      | 0         | 0     | 4             | 0             | 1             | 0             |  |         |         |
| 2015~        | Ducks de l'Oregon | Sr.          | 13 | 83    | 45        | 38        | 10,5      | 0         | 0     | 5             | 0             | 0             | 1             |  |         |         |
| Totaux NCAA~ | Totaux NCAA~      | Totaux NCAA~ | 53 | 232   | 109       | 123       | 18,0      | 0         | 0     | 10            | 0             | 2             | 2             |  |         |         |

Légende : ~ matchs de saison régulière et bowl compris

### NFL
| Année      | Équipe                 | MJ  |                 | Plaquages       | Plaquages       | Plaquages       | Plaquages       |                 | Interceptions   | Interceptions   | Interceptions | Interceptions |  | Fumbles | Fumbles |
| Année      | Équipe                 | MJ  | Total           | Seul            | Ast.            | Sacks           | Nb.             | Yards           | Déf.            | TD              | Nb.           | Rec.          |  |         |         |
| 2016       | 49ers de San Francisco | 15  | 73              | 43              | 30              | 06,0            | 0               | 0               | 1               | 0               | 0             | 2             |  |         |         |
| 2017       | 49ers de San Francisco | 16  | 61              | 45              | 16              | 03,0            | 0               | 0               | 5               | 0               | 1             | 0             |  |         |         |
| 2018       | 49ers de San Francisco | 16  | 67              | 44              | 23              | 12,0            | 0               | 0               | 3               | 0               | 0             | 1             |  |         |         |
| 2019       | 49ers de San Francisco | 16  | 62              | 34              | 28              | 07,5            | 0               | 0               | 2               | 0               | 2             | 4             |  |         |         |
| 2020       | Colts d'Indianapolis   | 15  | 58              | 37              | 21              | 09,5            | 0               | 0               | 3               | 0               | 2             | 1             |  |         |         |
| 2021       | Colts d'Indianapolis   | 17  | 68              | 40              | 28              | 07,0            | 0               | 0               | 3               | 0               | 0             | 0             |  |         |         |
| 2022       | Colts d'Indianapolis   | 17  | 74              | 44              | 30              | 08,0            | 0               | 0               | 3               | 0               | 2             | 1             |  |         |         |
| 2023       | Colts d'Indianapolis   | 17  | 81              | 45              | 36              | 08,0            | 0               | 0               | 7               | 0               | 2             | 1             |  |         |         |
| 2024       | Colts d'Indianapolis   | ?   | Saison en cours | Saison en cours | Saison en cours | Saison en cours | Saison en cours | Saison en cours | Saison en cours | Saison en cours | ?             | ?             |  |         |         |
| Totaux NFL | Totaux NFL             | 129 | 544             | 332             | 212             | 61,0            | 0               | 0               | 27              | 0               | 9             | 10            |  |         |         |

| Année      | Équipe                 | MJ |       | Plaquages | Plaquages | Plaquages | Plaquages |       | Interceptions | Interceptions | Interceptions | Interceptions |  | Fumbles | Fumbles |
| Année      | Équipe                 | MJ | Total | Seul      | Ast.      | Sacks     | Nb.       | Yards | Déf.          | TD            | Nb.           | Rec.          |  |         |         |
| 2019       | 49ers de San Francisco | 3  | 12    | 09        | 3         | 2,5       | 0         | 0     | 0,0           | 0             | 1             | 1             |  |         |         |
| 2020       | Colts d'Indianapolis   | 1  | 02    | 02        | 0         | 0,0       | 0         | 0     | 0,0           | 0             | 0             | 0             |  |         |         |
| Totaux NFL | Totaux NFL             | 4  | 14    | 11        | 3         | 2,5       | 0         | 0     | 0,0           | 0             | 1             | 1             |  |         |         |